# D-Generation X
D-Generation X är ett professionellt wrestlinglag i World Wrestling Entertainment. Det bildades under WWF Attitude Era år 1997 och splittrades ett tag för att sedan återförenas.Nu består DX bara av Shawn Michaels och Triple H. De har en stor fejd med ett annat Tag team, The Legacy. Deras tema är Break it Down med The Chris Warren Band. Deras slogan är att Triple H säger: "Are you ready?, then lets get ready to SUCK IT! 

## Medlemmar
- Shawn Michaels
- Triple H
- Joanie Laurer (Chyna)
- Richard Rood (Rick Rude)
- Monty Sopp (Bad Ass Billy Gunn)
- Brian Gerard James (Road Dogg Jesse James)
- Sean Waltman (X-Pac)
- Terri Poch (Tori)
- Stephanie McMahon
- Mike Tyson
- John Cena